# Roberto Hernández Ramírez
Pour les articles homonymes, voir Roberto Hernández (athlète).
Roberto Hernández Ramírez (né en 24  Mars 1942 à Tuxpan, Veracruz) est un homme d'affaires mexicain. Il est un ancien président de Banamex (Banco Nacional de México), la seconde banque mexicaine après BBVA Bancomer, d'origine espagnole. Il est actuellement administrateur de Citigroup, membre du Consejo Mexicano de Hombres de Negocios (Conseil mexicain des hommes d'affaires, réunissant les PDG les plus importants du pays), ainsi que le propriétaire d'El Tamarindo Beach and Golf Resort, l'hôtel où a séjourné Nicolas Sarkozy en mars 2009,.

## Biographie
Hernández Ramirez  né en 24 Mars 1942 Tuxpan, Veracruz  México est titulaire d'une licence de gestion de l'Université Ibero-Americaine (1964). Cofondateur d'Acciones y Valores de México (Accival) en 1971, il rachète en 1991, Banamex, la plus grande banque du Mexique, puis la vend à Citigroup en 2001 pour 12,5 milliards d'USD. Il fut membre du conseil d'administration de Citigroup jusqu'à sa démission le 19 février 2009.

## CV
- Banco Nacional De Mexique, de 1991 à aujourd'hui
- Banco Nacional De Mexique, de 1997 à 2001
- Grupo Financiero Banamex, de 1991 au présent
- Acciones y Valores Banamex, de 1971 à 2003
- Bolsa Mexicana de Valores, de 1974 à 1979,
- Reserve Bank fédéral de New York - 2002 au présent
- Asociacion Mexicana de Bancos de 1993 à 1994
- Bolsa Mexicana de Valores, de 1967 à 1986
- Citigroup depuis 2001 2009
- GRUMA,
- iGrupo Televisa,

Hernández Ramírez est marié et a trois filles : María De Lourdes, Roberta et Andrea.
Selon certains Roberto Hernández serait réputé pour être grand philanthrope au Mexique[réf. nécessaire]. En plus d'avoir accueilli Nicolas Sarkozy en mars 2009, il a également organisé une rencontre à Mérida entre l'ancien président américain Bill Clinton et le Président mexicain Ernesto Zedillo en 1999, au sujet de la « guerre contre la drogue ». En même temps de cette réunion, en 1999, un journal local mexicain, Por Esto !, édité par Mario Menéndez Rodríguez, a publié une histoire alléguant que Ramírez aurait été impliqué dans du trafic de drogue et du blanchiment d'argent. Selon ce journal, «les marécages côtiers achetés par Hernández vers la fin des années 80 et le début des années 90 étaient le port de débarquement pour les volumes massifs de cocaïne livrés dans de petits hors-bords colombiens. ». En 2007, Ramirez a de nouveau accueilli, à Mérida, une réunion entre les États-Unis et Mexique concernant les politiques de lutte contre le trafic de drogue, entre George W. Bush et son homologue Felipe Calderón. Cette rencontre est à l'origine de l'Initiative de Mérida.

## Affaire
Por Esto ! a également porté plainte au Mexique contre Hernandez pour trafic de drogue, vol de trésors archéologiques nationaux (ses propriétés incluent les ruines mayas antiques de Chac Mool), et pour la destruction environnementale provoquée par les opérations de traitement de drogue au parc national de Si-ngan Ka'an. Après plusieurs articles, Ramirez et sa banque, Banco Nacional de México, ont déposé un recours contre Por Esto ! et Al Giordano, l'expert en matière de drogue à l'origine de ces allégations. Le Mexique et la Cour suprême de l'État de New York ont désavoué Ramirez.